# 2005-ös Ciprus-rali

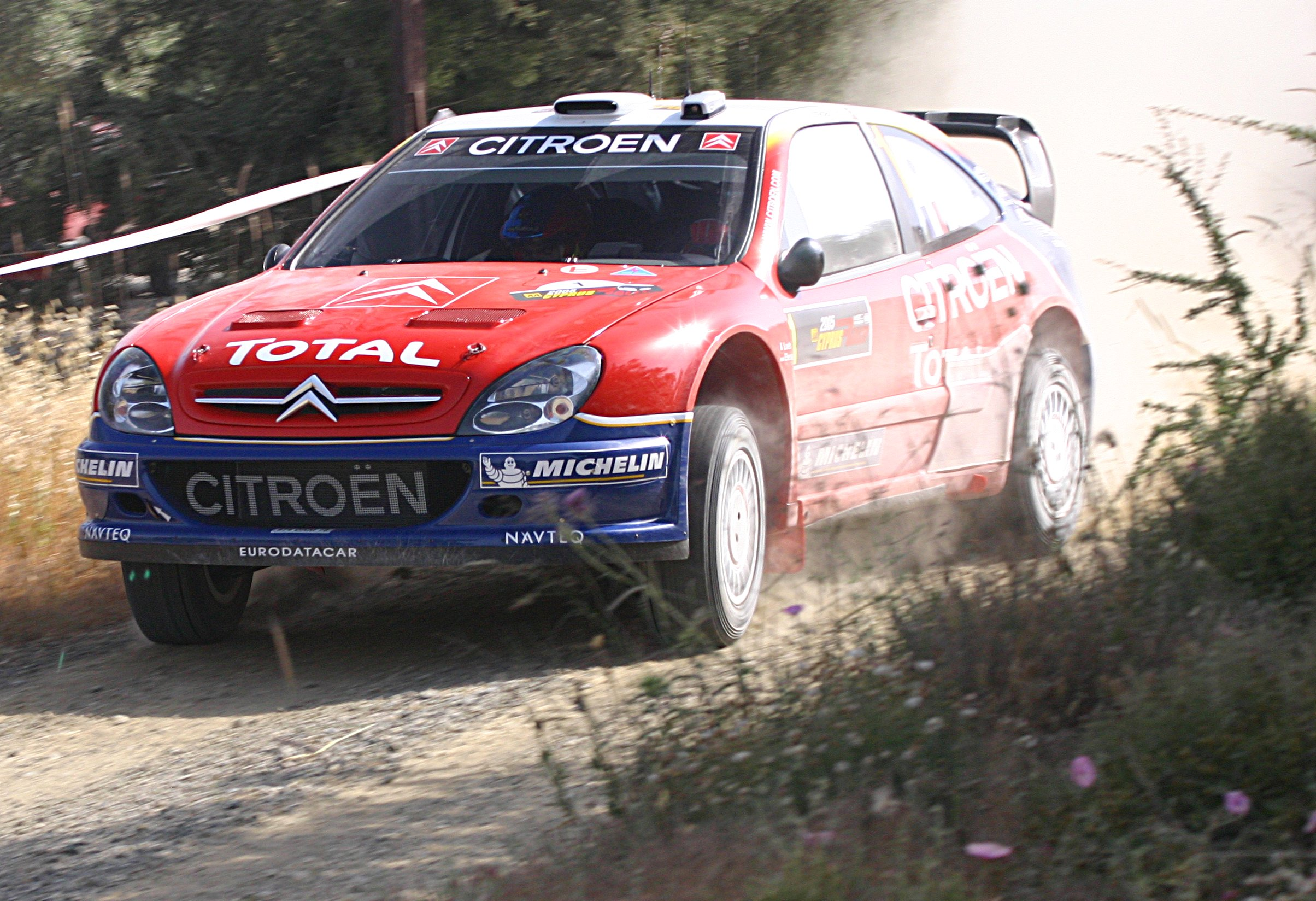
A verseny győztes párosa: Sébastien Loeb és Daniel Elena

A 2005-ös Ciprus-rali (hivatalosan: 33rd Cyprus Rally) volt a 2005-ös rali-világbajnokság hatodik futama. Május 13 és 15 között került megrendezésre, 18 gyorsasági szakaszból állt, melyek össztávja 327 kilométert tett ki. A versenyen 52 páros indult, melyből 39 ért célba.
A versenyt Sébastien Loeb nyerte, akinek ez volt a negyedik győzelme szezonban. Másodikként az osztrák Manfred Stohl zárt, harmadik pedig az észt Markko Märtin lett.
A futam az N csoportos rali-világbajnokság futama is volt egyben. Ezt az értékelést a francia Brice Tirabassi nyerte, Sebastien Beltran és Marcos Ligato előtt.
Egy magyar páros indult a viadalon. Benik Balázs és navigátora, Vinoczai Attila egy Ford Focus WRC-vel állt rajthoz, kettősük azonban már az első szakaszon kiesett.

## Beszámoló
Első nap
Második nap
Harmadik nap

## Végeredmény
|          | Versenyző         | Navigátor         | Autó                       | Idő       | Különbség | Pont |
| -------- | ----------------- | ----------------- | -------------------------- | --------- | --------- | ---- |
| 1.       | Sébastien Loeb    | Daniel Elena      | Citroën Xsara WRC          | 5:02:29.4 | 0.0       | 10   |
| 2.       | Manfred Stohl     | Ilka Minor        | Citroën Xsara WRC          | 5:06:38.9 | 4:09.5    | 8    |
| 3.       | Markko Märtin     | Michael Park      | Peugeot 307 WRC            | 5:07:11.3 | 4:41.9    | 6    |
| 4.       | Henning Solberg   | Cato Menkerud     | Ford Focus RS WRC 04       | 5:07:45.1 | 5:15.7    | 5    |
| 5.       | Toni Gardemeister | Jakke Honkanen    | Ford Focus RS WRC 04       | 5:10:06.7 | 7:37.3    | 4    |
| 6.       | Roman Kresta      | Jan Možný         | Ford Focus RS WRC 04       | 5:12:46.8 | 10:17.4   | 3    |
| 7.       | Harri Rovanperä   | Risto Pietiläinen | Mitsubishi Lancer WRC 05   | 5:14:48.1 | 12:18.7   | 2    |
| 8.       | Daniel Carlsson   | Mattias Andersson | Peugeot 206 WRC            | 5:18:32.6 | 16:03.2   | 1    |
| PWRC     |                   |                   |                            |           |           |      |
| 1. (12.) | Brice Tirabassi   | Matthieu Baumel   | Subaru Impreza WRX STi     | 5:34:38.2 | 0.0       | 10   |
| 2. (14.) | Sebastián Beltran | Edgardo Galindo   | Subaru Impreza WRX STi     | 5:39:04.1 | 4:25.9    | 8    |
| 3. (16.) | Marcos Ligato     | Ruben Garcia      | Subaru Impreza WRX STi     | 5:41:51.1 | 7:12.9    | 6    |
| 4. (17.) | Gabriel Pozzo     | Daniel Stillo     | Subaru Impreza WRX STi     | 5:42:02.2 | 7:24.0    | 5    |
| 5. (18.) | Nászer el-Attija  | Chris Patterson   | Subaru Impreza WRX STi     | 5:42:56.5 | 8:18.3    | 4    |
| 6. (20.) | Fumio Nutahara    | Satoshi Hayashi   | Mitsubishi Lancer Evo VIII | 5:48:59.8 | 14:21.6   | 3    |
| 7. (21.) | Arai Tosihiro     | Tony Sircombe     | Subaru Impreza WRX STi     | 5:49:06.9 | 14:28.7   | 2    |
| 8. (27.) | Federico Villagra | Javier Villagra   | Mitsubishi Lancer Evo VIII | 6:01:30.0 | 26:51.8   | 1    |